# Canhão DEFA 550
A família DEFA 550 é uma série de canhões de origem francesa desenvolvidos pela Giat. Ela é utilizada em diversas aeronaves francesas e de outras origens desde 1954. Está sendo substituído pelo Giat 30 usado no Dassault Rafale.
A série DEFA 550 equipou os caças Dassault MD 450 Ouragan, Dassault Mystere, Mirage III/V, Dassault Étendard e Dassault Super Étendard, Sud Aviation Vautour, Mirage F1, versão francesa do SEPECAT Jaguar e o Mirage 2000. Também foram empregados nos israelenses IAI Nesher, IAI Kfir e IAI Lavi, nos italianos Aeritalia G91Y e Aermacchi MB-326K, no sul-africano Atlas Cheetah e na versão brasileira do AMX. Também pode se adaptado através de um pod em outras aeronaves.

## Desenvolvimento
Seu design é baseado no alemão Mauser MG 213. Este design inspirou o britânico canhão ADEN e o americano canhão Pontiac M39, mas o Pontiac M39 utiliza um menor calibre para atingir uma maior cadência de tiro.

## Modelos
O primeiro modelo do canhão foi o DEFA 551 desenvolvido no final da década de 1940. O DEFA 552 entrou em produção em 1954, sendo o primeiro realmente operacional. Em 1971, entrou em produção o DEFA 553 com um novo sistema de alimentação, cano de aço níquel-cromo e um sistema elétrico mais confiável.
O DEFA 554 possui maior cadência de tiro. A vida útil e confiabilidade foi aumentada e o piloto possui uma unidade de controle que permite selecionar duas taxas de tiro: 1.800 tiros por minuto para uso ar-ar ou 1.200 tiros por minuto para ataques ao solo.

## No Brasil
O DEFA-554 que é utilizado na versão brasileira do AMX, difere do canhão Vulcan empregado no AMX italiano devido a seu maior calibre. Por seu maior calibre e pelo emprego primário do AMX em missões de ataque, isso pode ser considerado uma vantagem. A munição de maior calibre possui mais energia cinética, o que possibilita melhor desempenho contra alvos terrestres. As unidades deste canhão para o AMX foram fabricadas sob licença pelas Indústrias Bernardini de São Paulo.
Os caças Dassault Mirage 2000 comprados pelo Brasil da Armée de l'Air estão também armados com o DEFA-554.

## Especificações
- Tipo: cano único
- Calibre: 30 mm x 113
- Operação: revólver
- Peso: 85 kg
- Taxa de tiro: 1.300 disparos por minuto
- Velocidade do Projétil: 815 m/s
- Peso da munição: 243 g